# Eudendrium deciduum
Eudendrium deciduum är en nässeldjursart som beskrevs av Wilfrid Arthur Millard 1957. Eudendrium deciduum ingår i släktet Eudendrium och familjen Eudendriidae. Inga underarter finns listade i Catalogue of Life.